# Phormium tenax
Phormium tenax (harakeke en maorí, lino de Nueva Zelanda o formio) es una planta siempreverde perenne de Nueva Zelanda y la Isla Norfolk y es una importante fuente de  fibra y una planta ornamental popular.

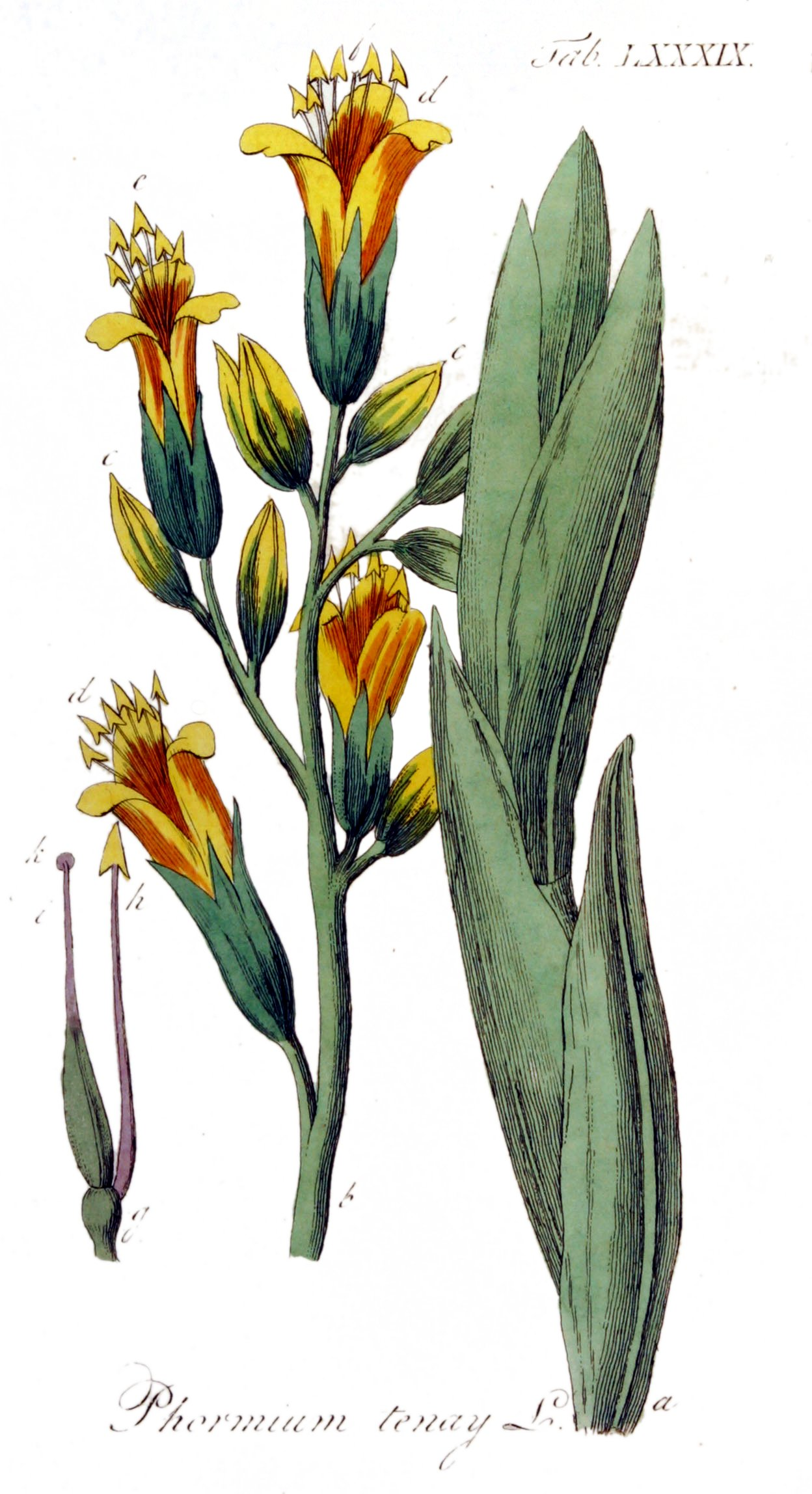
Ilustración

## Descripción
La planta crece como una mata de largas hojas en forma de tiras, de hasta dos metros de largo, de la cual se eleva un brote floral mucho más alto, con espectaculares flores amarillas o rojas.
La fibra ha sido ampliamente utilizada por los maoríes de Nueva Zelanda, originalmente en los textiles tradicionales maoríes y también haciendo cuerdas y velas  después de la llegada de los europeos hasta, al menos, la Segunda Guerra Mundial. Es una especie invasora en algunas de las islas del Pacífico y en Australia.
Las hojas de la planta contienen cucurbitacinas, que son tóxicas para algunos animales, y algunos de ellos se encuentran entre los gustos más amargos para el ser humano.

## Ecología
La araña saltadora Trite planiceps vive predominantemente en las hojas enrolladas de esta especie. Phormium tenax es una planta  costera asociada con  el hábitat de reproducción para el pingüinos de ojos amarillos.

## Taxonomía
Phormium tenax fue descrita por Johann Reinhold Forster. & Georg Forster y publicado en Characteres Generum Plantarum [second edition] 48, t. 24, en el año 1776.
Sinonimia
- Chlamydia tenacissima Gaertn.
- Lachenalia ramosa Lam.
- Phormium ramosum (Lam.) Billb.
- Phormium tenax f. atropurpureum Voss[7]